# Tarouca
Tarouca és un municipi portuguès, situat al districte de Viseu, a la regió del Nord i a la Subregió del Douro. L'any 2001 tenia 8.308 habitants. Es divideix en 10 freguesies. Limita al nord-est amb Armamar, a l'est amb Moimenta da Beira, al sud amb Vila Nova de Paiva, al sud-oest amb Castro Daire i al nord-oest amb Lamego.

## Població
| Població del concelho de Tarouca (1801 – 2004) | Població del concelho de Tarouca (1801 – 2004) | Població del concelho de Tarouca (1801 – 2004) | Població del concelho de Tarouca (1801 – 2004) | Població del concelho de Tarouca (1801 – 2004) | Població del concelho de Tarouca (1801 – 2004) | Població del concelho de Tarouca (1801 – 2004) | Població del concelho de Tarouca (1801 – 2004) | Població del concelho de Tarouca (1801 – 2004) |
| ---------------------------------------------- | ---------------------------------------------- | ---------------------------------------------- | ---------------------------------------------- | ---------------------------------------------- | ---------------------------------------------- | ---------------------------------------------- | ---------------------------------------------- | ---------------------------------------------- |
| 1801                                           | 1849                                           | 1900                                           | 1930                                           | 1960                                           | 1981                                           | 1991                                           | 2001                                           | 2004                                           |
| 3440                                           | 5163                                           | 10254                                          | 10388                                          | 10845                                          | 9368                                           | 9579                                           | 8308                                           | 8303                                           |

## Fregesies
- Dálvares
- Gouviães
- Granja Nova
- Mondim da Beira
- Salzedas
- São João de Tarouca
- Tarouca
- Ucanha
- Várzea da Serra
- Vila Chã da Beira